# Al Miftah (huyện)
Huyện Al Miftah là một huyện thuộc tỉnh Hajjah, Yemen. Đến thời điểm năm 2003, huyện này có dân số 31691 người